# Орский индустриальный колледж
Орский индустриальный колледж (ОИК) — государственное автономное средне-профессиональное учебное заведение в городе Орске. Входит в федеральный проект «Профессионалитет», где выделено в отрасль горнодобывающей промышленности. Имеется филиал в Гае.

## История
В результате эвакуации жителей Днепропетровска и Липецка в начале Великой Отечественной войны в Орск, в сентябре 1941 года техникумы этих городов были объединены и реформированы в Орский индустриальный техникум.
Согласно распоряжению заместителя наркома чёрной металлургии СССР Вячеслава Бычкова от 8 августа 1941 года за № 74/0655 в Орск прибыли пять вагонов с оборудованием лабораторий и учебниками, а также с преподавательским составом и членами их семей, частью студентов из двух днепропетровских техникумов.

Первым днём работы техникума считают день издания первого приказа по приёму студентов, 24 сентября 1941 года. Первым директором стал Иван Молчанов, Заслуженный учитель Украины. 20 октября 1941 года техникум начал обучать принятых студентов. 
 На базе Орского индустриального техникума в 1957 году был открыт Новотроицкий филиал, который позже стал самостоятельным учреждением.
По просьбе трудящихся-первостроителей Гайского горно-обогатительного комбината постановлением Совета Министров СССР 4 августа 1959 года был открыт Гайский филиал, который колледж имеет и по сей день.
В 1967 году рядом с техникумом, на углу, было построено общежитие по адресу улица Пионерская, 8А. В 2000-х годах оно станет вторым учебным корпусом.
Приказом Совета министров СССР от 1 марта 1990 года за № 306 техникум был переименован в Орский индустриальный колледж.
С 2013 года к колледжу присоединено профессиональное училище № 60 г. Гая.

## Специальности[6]
В Орске:
- 11.02.15 — Инфокоммуникационные сети и системы связи
- 09.02.07 — Информационные системы и программирование
- 08.02.09 — Монтаж, наладка и эксплуатация электрооборудования промышленных и гражданских зданий
- 15.02.17 — Монтаж, техническое обслуживание, эксплуатация и ремонт промышленного оборудования (по отраслям)
- 21.02.17 — Подземная разработка месторождений полезных ископаемых
- 40.02.02 — Правоохранительная деятельность
- 38.02.03 — Операционная деятельность в логистике
- 40.02.04 — Юриспруденция

В Гае:
- 15.02.17 — Монтаж, техническое обслуживание, эксплуатация и ремонт промышленного оборудования (по отраслям)
- 38.02.03 — Операционная деятельность в логистике
- 21.02.17 — Подземная разработка месторождений полезных ископаемых
- 15.01.05 — Сварщик (ручной и частично-механизированной сварки (наплавки))
- 13.02.13 — Эксплуатация и обслуживание электрического и электромеханического оборудования (по отраслям)

Все специальности аккредитованы и по окончании обучения выпускники получают диплом гособразца. Существует возможность повышения квалификации или переквалификации по специальностям.
У колледжа имеются связи со следующими предприятиями: Южуралникель, ОРМЕТО-ЮУМЗ, ОЗТП-Сармат, Орское отделение ЮУЖД, Оренбургэнерго, ОМЗ.